# Interieurmalerei

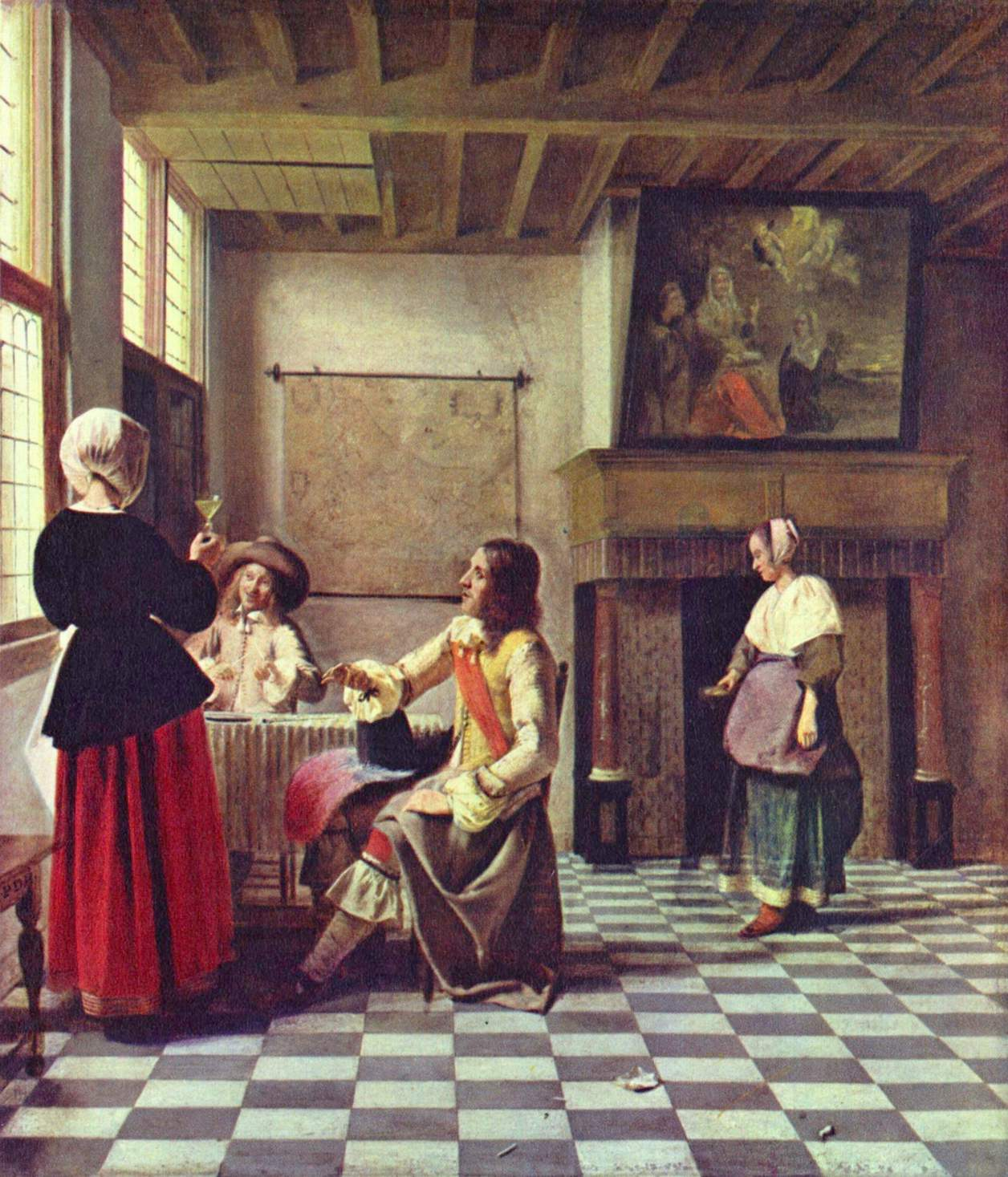
Eine Frau trinkt zwei Männern zu; Pieter de Hooch, (um 1660)

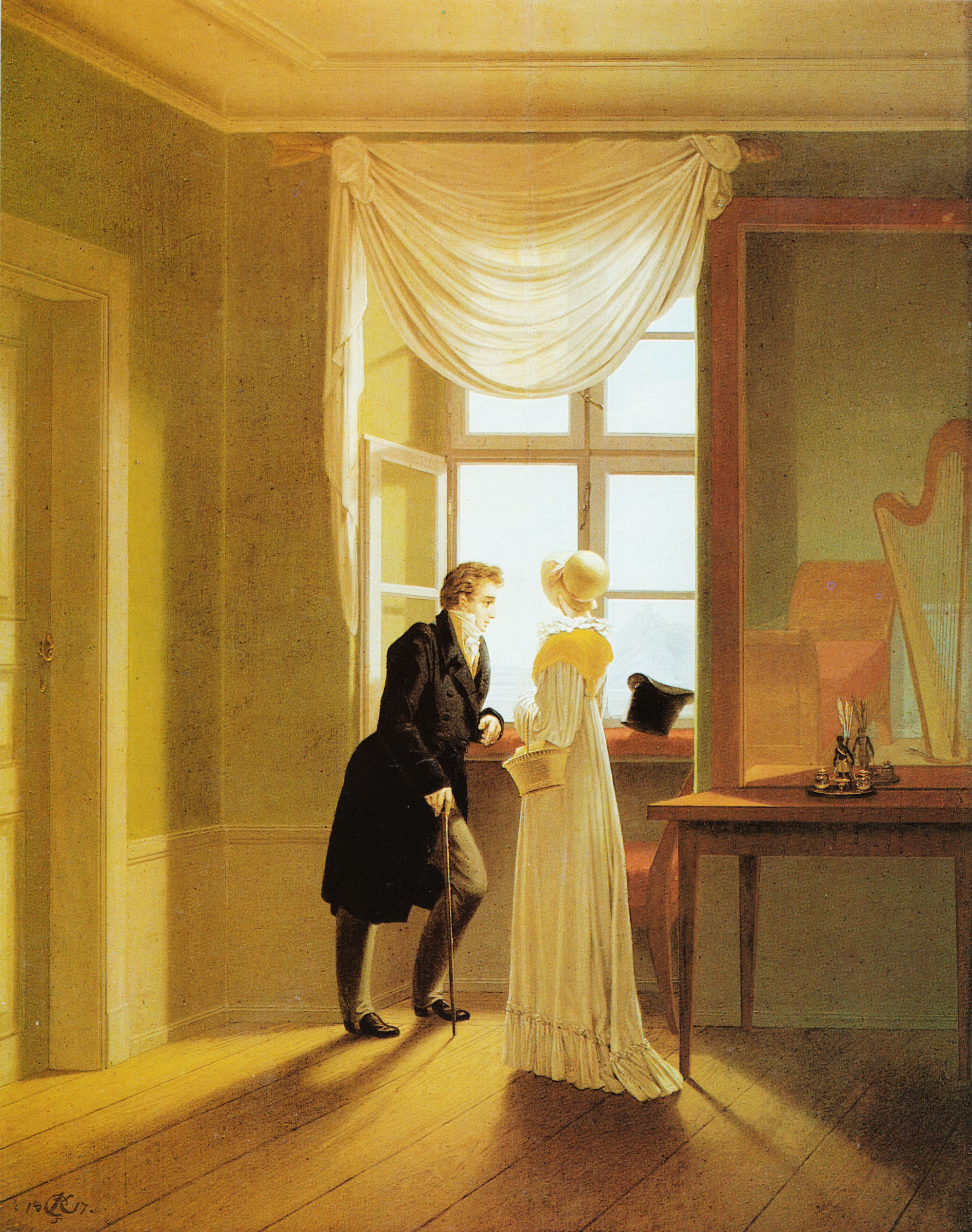
Paar am Fenster (Georg Friedrich Kersting, um 1815)

Als Interieurmalerei werden Bilder bezeichnet, in denen Zimmer oder Innenräume eines Gebäudes dargestellt sind. Die darin beschriebenen Milieus reichen von der Arbeitswelt über die häusliche, zuweilen intime Umgebung bis hin zu eher unpersönlich, streng perspektivisch festgehaltenen öffentlichen bzw. repräsentativen Räumlichkeiten. Wie in der Genremalerei können außer der Einrichtung auch darin lebende oder sich dort aufhaltende Menschen einbezogen sein.

## Geschichte
Die Darstellung von Interieurs gilt seit dem 17. Jahrhundert als selbstständige Bildgattung. Sie ging von den Niederlanden aus (z. B. Jan Vermeer, Pieter de Hooch, Gerard ter Borch) und wurde im 18. und 19. Jahrhundert auch in Mittel- und Nordeuropa ein beliebtes, höfisch oder bürgerlich bestimmtes Bildthema (z. B. Jean Siméon Chardin, William Hogarth, Daniel Chodowiecki, Georg Friedrich Kersting), weniger jedoch in der italienischen Malerei. Solche Bilder können zum Beispiel allegorische Aussagen enthalten, oder in liebevoller, humorvoller, drastischer, ironischer oder moralisierender Weise Momente des täglichen Lebens einfangen, oder auch anhand der Einrichtungsgegenstände wie beim Stillleben auf die Vorlieben oder die Weltanschauung der Bewohner verweisen, oder einfach die Schönheit der Räumlichkeit und der in ihr befindlichen Dinge wiedergeben.
Im 19. Jahrhundert entdeckte die Malerei mit Zimmerbildern das menschenleere Zimmer (z. B. Adolph Menzel, Vincent van Gogh, Karl Hetz). Der französische Impressionismus mied Innenräume, im Gegensatz dazu der deutsche Impressionismus, hier trat insbesondere August von Brandis hervor.
Das Interieur im magischen Dasein und in metaphysischen Grauen erfüllter Raum  pflegten z. B. Paul Klee, Giorgio de Chirico und Karl Hofer; nur selten ist es noch ein Ort der Geborgenheit (z. B. Pierre Bonnard).